# Anabacerthia striaticollis
El ticotico montano (Anabacerthia striaticollis), también denominado hojarasquero montañero (en Colombia), limpiafronda montana (en Ecuador), limpia-follaje montano (en Perú) o ticotico pico de cuña (en Venezuela,  es una especie de ave paseriforme de la familia Furnariidae, perteneciente al género Anabacerthia. Es nativo de las regiones montañosas y andinas del norte, noroeste y centro oeste de América del Sur.

## Distribución y hábitat
Se distribuye por las montañas del norte de Venezuela, hacia el este y sur, por los Andes de Colombia, Ecuador, Perú, hasta el centro de Bolivia.
Esta especie es considerada bastante común en sus hábitats naturales, el sub-dosel y los bordes de selvas húmedas de estribaciones montañosas y montanas andinas entre altitudes de 900 y 2100 m.

## Sistemática

### Descripción original
La especie A. striaticollis fue descrita por primera vez por el naturalista francés Frédéric de Lafresnaye en 1840 bajo el mismo nombre científico; sin localidad tipo = «Bogotá, Colombia».

### Etimología
El nombre genérico femenino «Anabacerthia» resulta de una combinación de los géneros Anabates (los colaespinas) y Certhia (los agateadores); y el nombre de la especie «striaticollis», proviene del latín «striatus»: estriado y «collis»: de garganta; significando «de garganta estriada».

### Taxonomía
Los datos genéticos no dan soporte a la supuesta relación de hermandad de la presente con Anabacerthia variegaticeps, cuya subespecie temporalis algunas veces fue tratada como incluida en la presente. La variación de plumaje en los Andes parece ser clinal, la población de dorso rufo de la subespecie montana del centro de los Andes peruanos se parece con yungae, especímenes de Ayacucho son más o menos intermediarios, adicionalmente, especímenes de Bolivia (Cochabamba) son más oscuros que los del sur de Perú y especímenes de La Paz son intermediarios; un análisis cuantitativo, incluyendo especímenes de las brechas en las muestras actuales, podría revelar una variación clinal bastante suave desde el sur de Colombia hasta Bolivia, o, alternativamente, varias poblaciones diagnosticables actualmente sin identidad taxonómica. La subespecie propuesta jelskii (del centro de Perú) está basada en un espécimen descolorido de montana, y, por lo tanto, es inválida.

### Subespecies
Según las clasificaciones del Congreso Ornitológico Internacional (IOC) y Clements Checklist v.2018, se reconocen seis subespecies, con su correspondiente distribución geográfica:
- Anabacerthia striaticollis anxia (Bangs, 1902) – Sierra Nevada de Santa Marta en el norte de Colombia.
- Anabacerthia striaticollis perijana Phelps & Phelps Jr, 1952 – Serranía del Perijá en el noroeste de Venezuela y tal vez en el norte de Colombia.
- Anabacerthia striaticollis venezuelana (Hellmayr, 1911) – montañas del centro norte de Venezuela (Yaracuy, y Carabobo al este hasta el Distrito Federal, también en la cadena del interior en Aragua y Miranda).
- Anabacerthia striaticollis striaticollis Lafresnaye, 1841 –	Andes del oeste de Venezuela (Lara, Trujillo, noroeste de Barinas, Táchira) y Colombia (las tres cordilleras, excepto en Nariño).
- Anabacerthia striaticollis montana (Tschudi, 1844) – pendiente oriental de los Andes en el sureste de Colombia (Nariño) hacia el sur hasta el centro de Perú (al sur hasta Junín).
- Anabacerthia striaticollis yungae (Chapman, 1923) – Andes desde el sur de Perú (Cuzco, Puno) hacia el sur hasta el centro de Bolivia (al este hasta el oeste de Santa Cruz).